# Batalla de Fráncfort del Óder
La batalla de Fráncfort del Óder, que se libró entre el 13 y el 15 abril de 1631, fue una batalla de la Guerra de los Treinta Años que enfrentó al Imperio sueco y al Sacro Imperio Romano Germánico por el, estratégicamente importante, Óder fortificado cruzando Fráncfort del Óder y Brandeburgo en Alemania. La ciudad fue la primera fortaleza imperial importante atacada por Suecia fuera del Ducado de Pomerania, donde Suecia había establecido una cabeza de puente en 1630. Después de un asedio de dos días, las fuerzas suecas, apoyadas por los auxiliares escoceses, asaltaron la ciudad. El resultado fue una victoria sueca. Con la posterior toma de la cercana Gorzów Wielkopolski diez días después, Fráncfort sirvió para proteger la retaguardia del ejército sueco cuando el rey de Suecia  Gustavo Adolfo siguió con el avance hacia el centro de Alemania.

## Antecedentes
El rey sueco Gustavo Adolfo comenzó a intervenir en la Guerra de los Treinta Años por el apoyo a Stralsund contra Wallenstein en 1628 y tomó Pomerania en junio de 1630. Con las partes centrales del Ducado de Pomerania, Suecia había ganado una cabeza de puente en el rincón más al noreste del Sacro Imperio Romano Germánico, mientras que el resto del Imperio estaba ocupado por las fuerzas de la Liga Católica, el Imperio español y Fernando II de Habsburgo, emperador del Sacro Imperio Romano Germánico. Excepto Magdeburgo, que se había aliado con Suecia el 1 de agosto, los Estados protestantes alemanes desconfiaban de Gustavo Adolfo y dudaron en formar una alianza.
En enero de 1631, las fuerzas suecas con guarnición en la cabeza de puente de Pomerania avanzaron hacia el sur y saquearon las ciudades de Gartz (Oder) y Greifenhagen cerca de la frontera de Pomerania con Brandeburgo. Avanzaron más hacia el sur a lo largo del Óder en el territorio de Jorge Guillermo Elector de Brandeburgo, y el 23 de enero de 1631, Suecia se alió con Francia mediante el Tratado de Bärwalde, en la actualidad Mieszkowice.

## Asedio y asalto de Fráncfort
Las fuerzas suecas, comandadas por Gustavo Adolfo, fueron apoyadas por auxiliares escoceses al mando de John Hepburn y Robert Monro. Asediaron la ciudad durante dos días y la asaltaron el segundo día. El ataque logró la victoria y terminó con un saqueo de la ciudad. El éxito se debió en parte a las disputas internas de las fuerzas defensoras, ya que los mercenarios, a los que no se les había pagado, se negaron a luchar sin recibir primero su paga. Los defensores fueron «masacrados [...] donde estaban» y tuvieron 3000 muertos, muchos menos en comparación con las 800 bajas en el lado sueco. Muchos fueron matados durante el saqueo de la ciudad.

## Consecuencias
El mayor general escocés en el servicio sueco, John Leslie, fue nombrado gobernador de la ciudad y dio órdenes para que se fortalecieran sus defensas y se enterraran los miles de cuerpos. Esta última tarea se logró cavando fosas comunes para más de cien cuerpos cada una; después de seis días, todos los muertos habían sido enterrados. John Leslie fue sucedido como gobernador de Fráncfort por otro escocés, James MacDougal, quien a su vez fue sucedido por un tercer escocés, Alexander Leslie.
Fráncfort sirvió para proteger la retaguardia del ejército sueco. La otra ciudad importante en el noreste de Brandeburgo, Gorzów Wielkopolski, fue tomada el 23 de abril. Posteriormente Jorge Guillermo, fue obligado a firmar tratados con Suecia el 14 de mayo, el 20 de junio y el 10 de septiembre de 1631, lo que puso a Suecia al mando de las capacidades militares de Brandeburgo, pero no tenía el estatus de una alianza real. A lo largo de 1631, Gustavo Adolfo de Suecia avanzó hacia el centro de Alemania, y mientras que Magdeburgo se perdió en mayo y Gustavo Adolfo estaba en apuros en Werben en julio, la posterior victoria en Breitenfeld en septiembre allanó el camino para su avance hacia el sur de Alemania.